# Aleksandr Fadejev (schrijver)

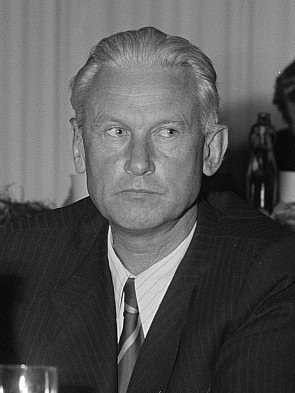
Fadejev, 1952

Aleksandr Aleksandrovitsj Fadejev (Russisch: Александр Александрович Фадеев) (Kimry, 24 december 1901 - Peredelkino, Moskou, 13 mei 1956) was een Russisch schrijver en publicist.

## Leven
Fadejev werd in 1918 lid van de communistische partij, nam deel aan de Russische Burgeroorlog, hielp de opstand van Kronstadt neerslaan en verrichtte van 1924 tot 1926 partijwerk in Siberië en Oekraïne. Van 1926 tot1932 zat hij in de partijleiding van de RAPP.
Van 1936 tot 1954 was Fadejev lid (en vanaf 1946 ook voorzitter) van de Russische schrijversbond. Fadejev was een dogmatisch Stalinist en wordt verantwoordelijk gehouden voor de arrestatie (en dood) van talloze schrijvers. Na de dood van Stalin, tijdens de 'dooi', werd Fadejev fel bekritiseerd vanwege zijn loyale steun aan Stalins cultuurpolitiek.
Fadejev was alcoholist. Hij stierf in 1956 door zelfdoding met een vuurwapen.

## Werk
Fadejev geldt als een proletarisch romancier in de traditie van het psychologisch realisme (en daarmee Lev Tolstoj.
In 1927 schreef Fadejev zijn bekende novelle De nederlaag, over de strijd van het Rode leger en een groep partizanen tegen de Japanners in het verre Oosten van Rusland, waar hij zelf een deel van zijn jeugd woonde.
Fadejev vergaarde in de Sovjet-Unie ook veel roem met De jonge garde (1946), gebaseerd op ware gebeurtenissen, wederom over een partizanengroep, ditmaal van jonge Komsomol-soldaten tijdens de Duitse bezetting van Rusland in 1942. Belangrijk thema is het omvormen van een enthousiaste anarchistische groep strijders tot een strak-gedisciplineerde eenheid. Vlak voor de bevrijding werd de groep verraden en van de honderdendrie leden bleven er acht in leven. De jonge garde werd in de jaren na de Tweede Wereldoorlog een voorbeeldroman voor de Russische schooljeugd. Fadejev ontving voor het boek in 1946 de Stalinprijs.
Onder de socialistisch-realistische schrijvers van de Sovjet-Unie geldt Fadejev als een der meest getalenteerde. Fadejev beschrijft niet de vormloze massa, maar voert mensen van vlees en bloed ten tonele, met een uitgesproken individualiteit. Zijn boeken leiden niet aan het schematisme van vele van zijn collega-Sovjetschrijvers. Met name De nederlaag en De jonge garde hebben hun literaire waarde nog altijd behouden.